# پرگنانتریول
پرگنانتریول (به انگلیسی: Pregnanetriol) یک ترکیب شیمیایی با شناسه پاب‌کم ۱۰۱۹۶۷ است. 